# Operazione Bernhard

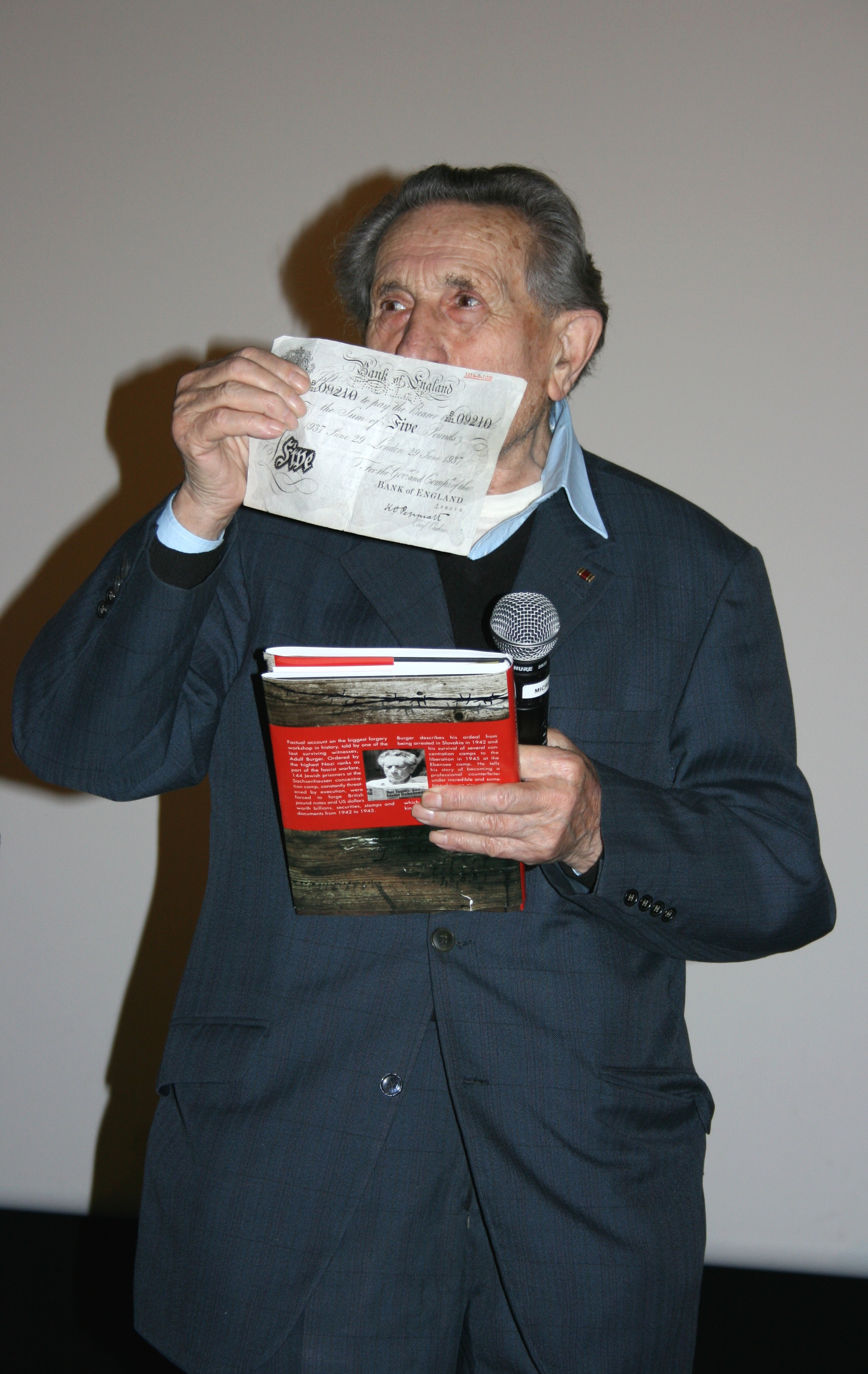
Adolf Burger mostra una banconota contraffatta

Operazione Bernhard era il nome in codice di un piano segreto tedesco, sviluppato durante la seconda guerra mondiale, il cui obiettivo principale era di mettere in crisi l'economia britannica attraverso l'immissione massiccia di banconote false da £5, £10, £20 e £50. I falsi avrebbero dovuto far aumentare l'inflazione e quindi distruggere il sistema economico e finanziario del nemico.

## Descrizione dell'operazione

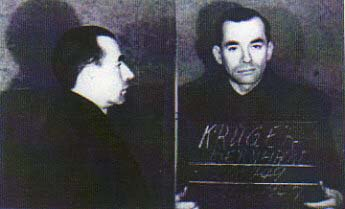
Il Sturmbannführer delle SS Bernhard Krüger, dopo la sua cattura nel 1946

La prima fase fu gestita all'inizio del 1940 dal Sicherheitsdienst (SD) con il titolo di operazione Andreas, anche nota, nel mondo anglosassone, come operazione Andrew. L'unità duplicò con successo la carta filigranata usata dai britannici, produsse blocchi di incisione quasi identici e dedusse l'algoritmo usato per creare il codice seriale alfa-numerico su ciascuna banconota. L'unità fu chiusa all'inizio del 1942 dopo che il suo capo, Alfred Naujocks, cadde in disgrazia con il suo ufficiale superiore, Reinhard Heydrich.
L'operazione successivamente prende il nome dal capitano delle SS Bernhard Krüger, già esperto nella falsificazione di passaporti, che ne era il responsabile.
La stampa dei biglietti, iniziata nel 1942, ebbe luogo presso le baracche 18 e 19 del campo di concentramento di Sachsenhausen posto 35 chilometri a nord di Berlino, grazie al lavoro di 137 deportati ebrei di 13 differenti nazionalità, tutti esperti in modo professionale di stampa su carta.

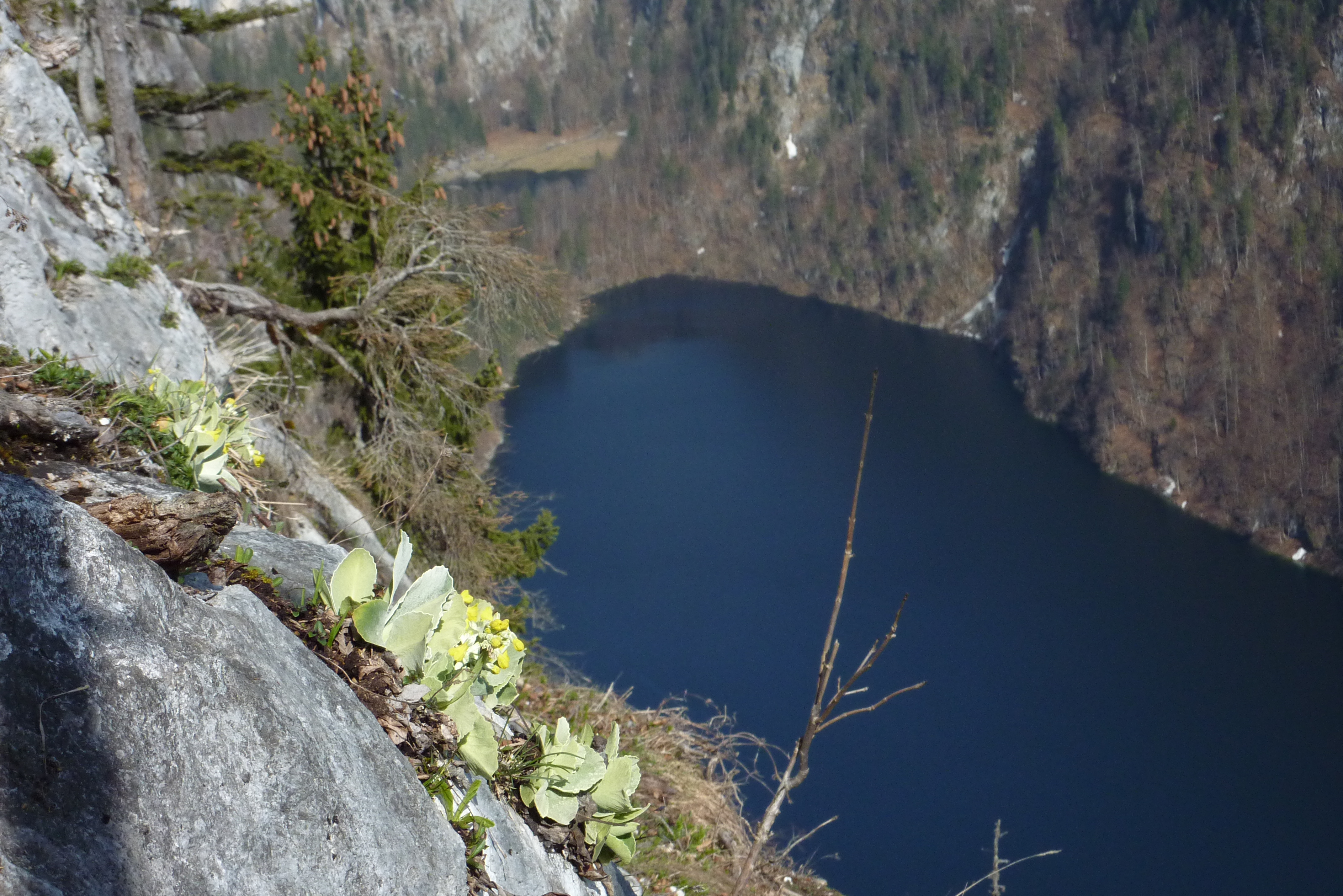
Il lago Toplitz visto dall'alto

Le banconote vennero utilizzate dai servizi segreti nazisti, tra l'altro, in due particolari casi:
- per pagare la famosa spia albanese Elyesa Bazna - nome in codice Cicero - per il suo lavoro nell'ottenere segreti dall'ambasciatore britannico ad Ankara.[7][8]
- 100.000 £ furono utilizzate per ottenere informazioni che contribuirono alla liberazione di Mussolini a Campo Imperatore nel settembre del 1943.[9]

Gran parte del denaro contraffatto, racchiuso in casse metalliche, venne gettato dai nazisti, negli ultimi giorni di guerra, nel lago Toplitz, in Austria.
Un'analisi storica fu pubblicata nel 2006 nel volume Krueger's Men di Lawrence Malkin; l'operazione Bernhard è considerata la più grande operazione di contraffazione di banconote, nello specifico di sterline, di tutta la storia. Grande sia dal punto di vista della quantità, pari a circa 133 milioni di sterline, sia dal punto di vista della strepitosa qualità delle banconote stampate fino a metà del 1945.

## Filmografia
- Il falsario - Operazione Bernhard (Die Fälscher), regia di Stefan Ruzowitzky (2007)